# 0733
0733 è il prefisso telefonico del distretto di Macerata, appartenente al compartimento di Ancona.
Il distretto comprende la parte orientale della provincia di Macerata, ad eccezione dei comuni di Porto Recanati e Recanati. Confina con i distretti di Jesi (0731) e di Ancona (071) a nord, di Fermo (0734) e di Ascoli Piceno (0736) a sud, di Camerino (0737) a ovest e di Fabriano (0732) a nord-ovest.

## Aree locali e comuni
Il distretto di Macerata comprende 35 comuni suddivisi nelle 3 aree locali di Civitanova Marche (ex settori di Civitanova Marche e Potenza Picena), Macerata (ex settori di Cingoli e Macerata) e Tolentino (ex settori di San Severino Marche, Sant'Angelo in Pontano e Tolentino) e nelle 15 reti urbane di Appignano, Cingoli, Civitanova Marche, Macerata, Montecassiano, Monte San Giusto, Morrovalle, Petriolo, Potenza Picena, San Severino Marche, Sant'Angelo in Pontano, Sarnano, Tolentino, Treia e Urbisaglia. I comuni compresi nel distretto sono: Apiro, Appignano, Belforte del Chienti, Caldarola, Camporotondo di Fiastrone, Cessapalombo, Cingoli, Civitanova Marche, Colmurano, Corridonia, Gualdo, Loro Piceno, Macerata, Mogliano, Monte San Giusto, Monte San Martino, Montecassiano (compresa la località di Sambucheto del comune di Recanati), Montecosaro, Montefano (compresa la località Montefiore del comune di Recanati), Montelupone, Morrovalle, Penna San Giovanni, Petriolo, Poggio San Vicino, Pollenza, Potenza Picena, Ripe San Ginesio, San Ginesio, San Severino Marche, Sant'Angelo in Pontano, Sarnano, Serrapetrona, Tolentino, Treia e Urbisaglia .
AREE LOCALI E RETI URBANE 
Area Locale di Civitanova Marche
Comprende le Reti Urbane di: Civitanova Marche e Potenza Picena.
Rete Urbana di Civitanova Marche
Comprende il solo comune di Civitanova Marche.
Rete Urbana di Potenza Picena
Comprende il solo Comune di Potenza Picena.
Area Locale di Macerata
Comprende le Reti Urbane di: Appignano, Cingoli, Macerata, Montecassiano, Monte San Giusto, Morrovalle, Petriolo, Treia e Urbisaglia.
Rete Urbana di Appignano
Comprende il solo comune di Appignano.
Rete Urbana di Cingoli
Comprende i Comuni di: Apiro, Cingoli e Poggio San Vicino.
Rete Urbana di Macerata
Comprende i Comuni di: Corridonia e Macerata.
Rete Urbana di Montecassiano
Comprende i Comuni di: Montecassiano e Montefano.
Rete Urbana di Monte San Giusto
Comprende il solo Comune di: Monte San Giusto.
Rete Urbana di Morrovalle
Comprende i Comuni di: Montecosaro, Montelupone e Morrovalle.
Rete Urbana di Petriolo
Comprende i Comuni di: Mogliano e Petriolo.
Rete Urbana di Treia
Comprende i Comuni di: Pollenza e Treia.
Rete Urbana di Urbisaglia
Comprende i Comuni di: Colmurano, Loro Piceno, Ripe San Ginesio e Urbisaglia.
Area Locale di Tolentino
Comprende le Reti Urbane di: San Severino Marche, Sant'Angelo in Pontano, Sarnano e Tolentino.
Rete Urbana di San Severino Marche
Comprende il solo comune di San Severino Marche.
Rete Urbana di Sant'Angelo in Pontano
Comprende i Comuni di: Gualdo, Monte San Martino, Penna San Giovanni, San Ginesio e Sant'Angelo in Pontano.
Rete Urbana di Sarnano
Comprende il solo comune di Sarnano.
Rete Urbana di Tolentino
Comprende i Comuni di: Belforte del Chienti, Caldarola, Camporotondo di Fiastrone, Cessapalombo, Serrapetrona e Tolentino.